# Pseudodexia
Pseudodexia är ett släkte av tvåvingar. Pseudodexia ingår i familjen parasitflugor.
Kladogram enligt Catalogue of Life:
| Pseudodexia | \| \| Pseudodexia albifacies \| \| \| \| \| \| Pseudodexia eques \| \| \| \| \| \| Pseudodexia gui \| \| \| \| \| \| Pseudodexia longicornis \| \| \| \| \| \| Pseudodexia pallidicornis \| \| \| \| |
|             | \| \| Pseudodexia albifacies \| \| \| \| \| \| Pseudodexia eques \| \| \| \| \| \| Pseudodexia gui \| \| \| \| \| \| Pseudodexia longicornis \| \| \| \| \| \| Pseudodexia pallidicornis \| \| \| \| |
|             | Pseudodexia albifacies |
|             | |
|             | Pseudodexia eques |
|             | |
|             | Pseudodexia gui |
|             | |
|             | Pseudodexia longicornis |
|             | |
|             | Pseudodexia pallidicornis |
|             | |